# Literatura afroestadounidense

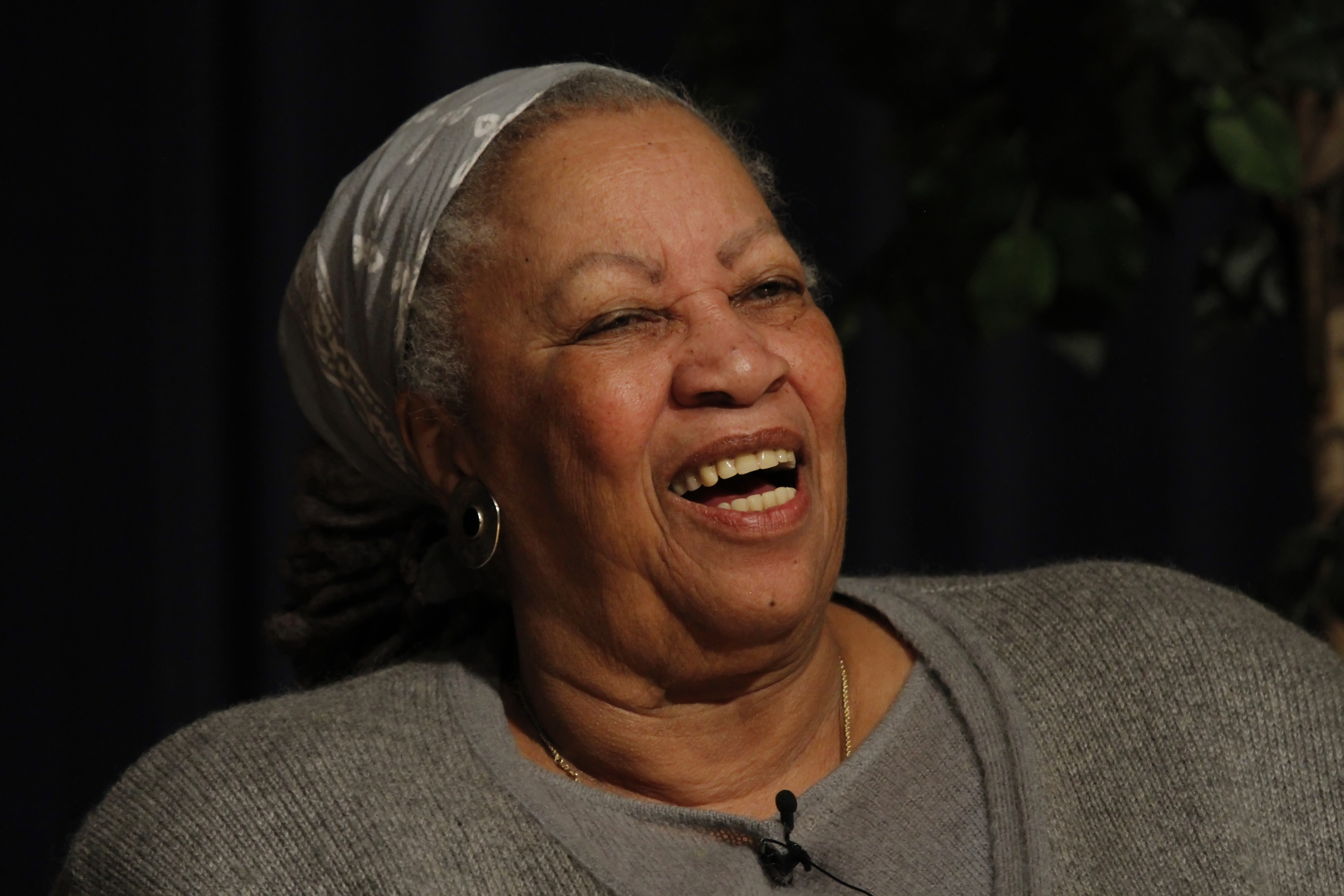
Conferencia de Toni Morrison en la Academia Militar de West Point en marzo de 2013.

La literatura afroestadounidense es la literatura escrita en los Estados Unidos por, sobre, y en algunos casos también para afroestadounidenses.

## Historia
Este género se inició en el siglo XVIII con escritores como la poeta Phillis Wheatley y Olaudah Equiano. Ya en el siglo XIX alcanza las cimas más altas con la obra de Frederick Douglass, Harriet Tubman y los demás que escribieron autobiografías de esclavos, alcanzando su primer gran nivel con el Renacimiento de Harlem en el siglo XX. En la actualidad destacan autoras como Toni Morrison y Maya Angelou, consideradas entre los mejores escritores de los Estados Unidos, así como el novelista Walter Mosley.
Entre los temas explorados por la literatura afroestadounidense están el papel de los afroestadounidenses dentro de la sociedad de los Estados Unidos, la cultura afroestadounidense, el racismo, la esclavitud, y la igualdad.
Al igual que el lugar de los afroestadounidenses en la sociedad de los Estados Unidos ha ido cambiando a través de los siglos, también los centros de atención de la literatura afroestadounidense han variado. Antes de la guerra civil estadounidense, la literatura afroestadounidense enfocaba principalmente temas relacionados con la esclavitud, representados por el subgénero de la narrativa de esclavos. Desde principios del siglo XX, los libros de autores como W. E. B. Du Bois y Booker T. Washington debatían cómo confrontar o apaciguar las actitudes racistas en los Estados Unidos. Durante el período del Movimiento por los Derechos Civiles en Estados Unidos, autores como Richard Wright y Gwendolyn Brooks escribieron sobre temas relacionados con la segregación y el nacionalismo negro. En la actualidad, la literatura afroestadounidense forma parte integral de la literatura estadounidense, con libros como Raíces: La saga de una familia estadounidense de Alex Haley y El color púrpura de Alice Walker, ambos entre los más vendidos y premiados.